# Ryūō (Shiga)
Ryūō (竜王町 Ryūō-chō?) es un pueblo localizado en la prefectura de Shiga, Japón. En junio de 2019 tenía una población de 12.019 habitantes y una densidad de población de 270 personas por km². Su área total es de 44,55 km².

## Geografía

### Localidades circundantes
- Prefectura de Shiga
  - Ōmihachiman
  - Higashiōmi
  - Kōka
  - Yasu
  - Konan

## Demografía
Según datos del censo japonés, la población de Ryūō ha disminuido en los últimos años.
| Año del censo | Población |
| ------------- | --------- |
| 1995          | 13.650    |
| 2000          | 13.370    |
| 2005          | 13.280    |
| 2010          | 12.916    |
| 2015          | 12.434    |